# Randolph Childress
(Randolph Childress dopo una partita vinta al supplementare in NCAA.)
Randolph Childress (Washington, 21 settembre 1972) è un allenatore di pallacanestro, dirigente sportivo ed ex cestista statunitense, professionista nella NBA e in Europa.

## Carriera

### College
La sua carriera inizia dapprima presso la Flint Hill Prep High School di Oakton (Virginia), e in seguito dal 1990 al 1995 presso la Wake Forest University. Ottima promessa già a livello di college è stato Redshirt nel 1991-92, mentre nel 1992-93 ha prodotto medie di: 19,7 punti, 4,2 assist, 2,8 rimbalzi, 48,4% da due, 44,2% da tre; questo nonostante non abbia potuto esprimere al massimo tutte le sue potenzialità a causa di due gravi infortuni alla spalla, uno dei quali gli ha fatto perdere un anno di eleggibilità oltre che velocità e confidenza con il pallone. Durante i quattro anni complessivi alla Wake Forest University segna mediamente 18,4 punti a gara, e trascorre gli ultimi due anni di college (1993-1995) con in squadra Tim Duncan. Le cifre migliori le ottiene nel suo ultimo anno di permanenza (1994-95), quando mette a segno 20,1 punti e 5,2 assist a partita. In questa annata entra nella storia dell'ateneo trascinando la sua squadra fino alla finale del torneo ACC, disputata e vinta contro i North Carolina Tar Heels di Jerry Stackhouse e Rasheed Wallace: è proprio Childress a decidere l'incontro con 37 punti, 7 assist e con un canestro realizzato a 4 secondi dal termine che fissa il risultato sul punteggio di 82-80 per Wake Forest. Queste prestazioni (con medie di 35,7 punti e 7 assist ad uscita) gli hanno valso il riconoscimento di MVP dell'intero torneo (ACC Male Athlete of the Year 1995). La corsa di Wake Forest University, nel tabellone principale della NCAA, terminò nelle ‘Sweet Sixteen’ contro Oklahoma State con il punteggio di 66-71.

### NBA
Nel 1994 è nella nazionale degli Stati Uniti ai Goodwill Games. Uscito dal college di Wake Forest, viene poi scelto al primo giro (19ª scelta) dagli Houston Rockets al draft NBA 1995, ma verrà scambiato con i Portland Trail Blazers con cui disputererà la sua prima stagione nel 1995-96 a 23 anni in NBA. La sua stagione di esordio fu segnata da un infortunio alla spalla nel gennaio'96 e da alcuni disaccordi con l'allenatore P.J. Carlesimo: chiuderà con 28 partite all'attivo, in cui gioca 8,9 minuti e segna 3 punti di media a partita (High di 18 punti, 3 rimbalzi in 27 minuti contro gli Orlando Magic). Inizia a Portland anche la stagione 1996-97 ma il 24 gennaio 1997 fu ceduto ai Detroit Pistons assieme ad Aaron McKie e Reggie Jordan in cambio di Stacey Augmon. Con la nuova maglia scende però in campo in appena 4 occasioni. Concluderà la stagione 1996-97 NBA con un totale di 23 partite (High di 6 assist vs Denver).

### Europa
Abbandona così gli Stati Uniti per approdare nel dicembre della stagione 1997-98 in Turchia, nella squadra del Tofas Bursa S.K. con cui disputa la Saporta Cup e il campionato turco con medie di: 18,95 punti, 43% da tre, 88% ai liberi, 2,4 rimbalzi, 2,4 assist.
Nella stagione 1998-99, è ancora in Turchia, con il Kombassan Konya, (19,3 punti di media e 4,6 assist).
Nella stagione 1999-2000 si trasferisce in Francia, firmando con lo Cholet Basket (17,7 punti di media) con cui disputa anche l'Eurolega, ma a novembre viene tagliato per poi passare in Svizzera al Vacallo e in Venezuela nei Trotamundos de Carabobo.
Nella stagione 2000-01 arriva la prima esperienza italiana, coach Carmenati lo chiama infatti a sostituire (dal 12 ottobre 2000 al 16 febbraio 2001) LaMarr Greer alla Record Cucine Napoli in serie A2, descrivendo il cestista così: “Giocatore di qualità e di esperienza che ha già conosciuto l'Europa a cui chiederemo regia, ben sapendo anche che ha delle doti di attaccante puro”. Con i partenopei gioca 20 partite di regular season con medie di: 14,3 punti e 2,7 assist in 31,9 minuti, tuttavia a Napoli Randy non mostra tutte le sue potenzialità complice una non perfetta tenuta atletica, l'arrivo in un campionato per lui nuovo e già iniziato, un roster costruito sulle caratteristiche di LaMarr Greer dal quale viene poi risostituito a febbraio. Le prestazioni offerte all'ombra del Vesuvio furono in ogni caso sufficienti a far scattare l'opzione per la stagione successiva da parte dello Scafati Basket, la squadra partenopea invece, arriverà fino alle finali play-off, perse poi contro il Fabriano Basket.
La stagione agonistica 2000-01 la chiude in Australia dove disputa i play-off NBL vestendo per dieci volte la maglia dei Sydney Kings (12,9 punti di media).
Nella stagione 2001-02 approda allo Scafati Basket in Legadue, in regular season gioca 35 partite con medie di: 34,2 minuti, 19,8 punti, 56,2% da due (con 7,1 tentativi), 40,6% da tre, 78% ai liberi, 3,3 rimbalzi, 3,3 assist, 6,3 falli subiti, 2,9 palle recuperate, 21,2 di valutazione Lega. Ma è nei play-off che in Randy si esalta l'innato spirito di competizione e nonostante la rottura della spalla (ancora una volta), disputa 5 partite con medie di: 33,6 minuti, 25,8 punti, 71,4% da due, 45,2% da tre, 88,7% ai liberi, 3,8 rimbalzi, 6,4 assist, 8,2 falli subiti, 4,0 palle recuperate, 35,4 di valutazione Lega. Nel totale di stagione gioca quindi 40 partite, con questi numeri: 34,1 minuti, 20,5 punti (822 in totale, con un massimo di 37), 57,8% da due (160 su 277), 41,2% da tre (96 su 233), 50,2% dal campo (256 su 510), 80,2% ai liberi (214 su 267), 3,3 rimbalzi, 3,7 assist, 6,6 falli subiti, 3,0 palle recuperate, 23 di valutazione Lega.
Così in questa stagione oltre che con le statistiche, che lo pongono ai vertici di un competitivo campionato di Legadue, Randy diviene anche nei fatti la stella di Scafati; piazza, società e coach (Vitucci) vedono indiscutibilmente in Lui l'uomo su cui costruire la squadra (2002-03) per tentare la scalata in Serie A1.
A Scafati quindi, nella stagione 2002-03 gioca 29 partite di regular season con medie di: 37,2 minuti, 21,9 punti, 49,5% da due, 39,4% da tre (con 7,3 tentativi), 82,5% ai liberi, 4,3 rimbalzi, 4,3 assist, 7,0 falli subiti, 3,2 palle recuperate, 24,4 di valutazione Lega.
Anche nella stagione 2002-03 il suo nome è presente nelle classifiche di rendimento medio individuale, infatti è: l'ottavo cannoniere con 21,93 punti, il secondo nella valutazione di Lega con 24,41, il secondo assist-man con 4,34, il secondo per falli subiti con 7,00, il secondo per palle recuperate con 3,17, il terzo per la media minuti giocati, [e poi 15º nella percentuale ai liberi, 17º nella percentuale da tre, 38º nella percentuale da due, 39º nella percentuale totale, 33º rimbalizista difensivo con 3,6].
Tuttavia la stagione agonistica di Scafati è segnata da momenti iniziali di notevole entusiasmo (Scafati vince 12 volte su 13 nel girone di andata con un ruolino irripetibile), e da attimi finali di tensione; in questo contesto Randy diviene "croce e delizia" della compagine campana, finendo per giocare la sua ultima partita con la Rida Scafati il 30 marzo 2003; a tre partite dall'inizio dei play-off viene tagliato a causa di spaccature interne allo spogliatoio più che per motivi di natura squisitamente tecnica, la mattina del 6 aprile 2003 parte da Capodichino per gli States, ma con l'intero ingaggio (un garantito da oltre 200.000 dollari) pagato dalla società gialloblu (gli succede l'ex NBA Darrick David Martin).
Durante la permanenza a Scafati, Randy viene citato da undici dei quattordici coach di Legadue come il miglior giocatore della Lega, tanto da essere inserito nel quintetto ideale di Legadue.
Il 18 giugno 2003 è già in accordo per la stagione 2003-04 con il Nancy; con cui disputa l'intero campionato di serie A francese (15,8 punti di media), oltre a 14 incontri di Fiba Europa League nei quali segna in media 12 punti a partita. In Francia disputa anche l'All-Star Game francese con la squadra degli stranieri.
Dal 2004 al 2007 è di scena a Montegranaro, dove è tra gli artefici di una storica promozione dalla Legadue alla serie A, debuttando così nel massimo campionato nell'annata 2006-07 realizzando 11.6 punti e 4 assist per partita. A Montegranaro gli viene conferita la cittadinanza onoraria. Ottiene un'ulteriore promozione a Caserta, quando la formazione campana sconfigge Jesi nella finale playoff.
La stagione successiva si accasa alla Pallacanestro Varese alla corte di coach Stefano Pillastrini che già lo aveva allenato a Montegranaro: a fine stagione ottiene con la sua squadra il primo posto in classifica che gli vale la terza promozione nella massima serie.
Dal 1º luglio sino al 18 ottobre del 2010 gioca in Serie A con la Dinamo Basket Sassari (dove sostituisce temporaneamente l'infortunato Travis Diener) con cui disputa una partita segnando 3 punti e distribuendo 7 assist.
Dal 27 ottobre del 2010 ha firmato un contratto della durata di un anno con la Cestistica San Severo in Legadue.
Le statistiche dal 1995, e aggiornate al 17 aprile 2011, dicono che nei vari campionati disputati, Childress ha giocato un totale di 438 partite, segnando 5.954 punti, per una media di 13,59 punti/partita.

### Carriera da allenatore
Dall'aprile 2012 è diventato il direttore del dipartimento per lo sviluppo della squadra di basket di Wake Forest University, i Demon Deacons, nell'aprile 2013 è stato promosso ad assistente allenatore.

### Curiosità
- Sposato con Jenai, ha due figli: Brandon, nato nel 1997, e Deven, nato nel 2000.
- Il padre si chiama Reggie e la madre Deborah Boggs, impiegata del Pentagono in servizio durante l'attacco terroristico dell'11 settembre, periodo durante il quale Randy era a Scafati.
- Tra le sue passioni il golf e la musica.
- Nel 2005 al suo college è stata ritirata la sua maglia numero 22 davanti a 25 000 persone.
- È soprannominato "il Professore", nickname datogli dall'allora viceallenatore della Sutor Montegranaro Marco Andreazza.
- Il tatuaggio che ha sul braccio destro dice: “laugh now, cry later”, letteralmente: “ridi adesso, piangi più tardi”, ovvero c'è sempre tempo per disperarsi.

## Palmarès
- MVP del torneo ACC (1995)
- NCAA AP All-America Second Team (1995)
- ACC squadra maschile 50 ° anniversario di basket (2002)
- All-Star Game Francia (2004)
- Campionato di Legadue (2006 - 2008 - 2009)